# Begonia grandis
Begonia grandis là một loài thực vật có hoa trong họ Thu hải đường. Loài này được Dryand. mô tả khoa học đầu tiên năm 1791.

## Hình ảnh

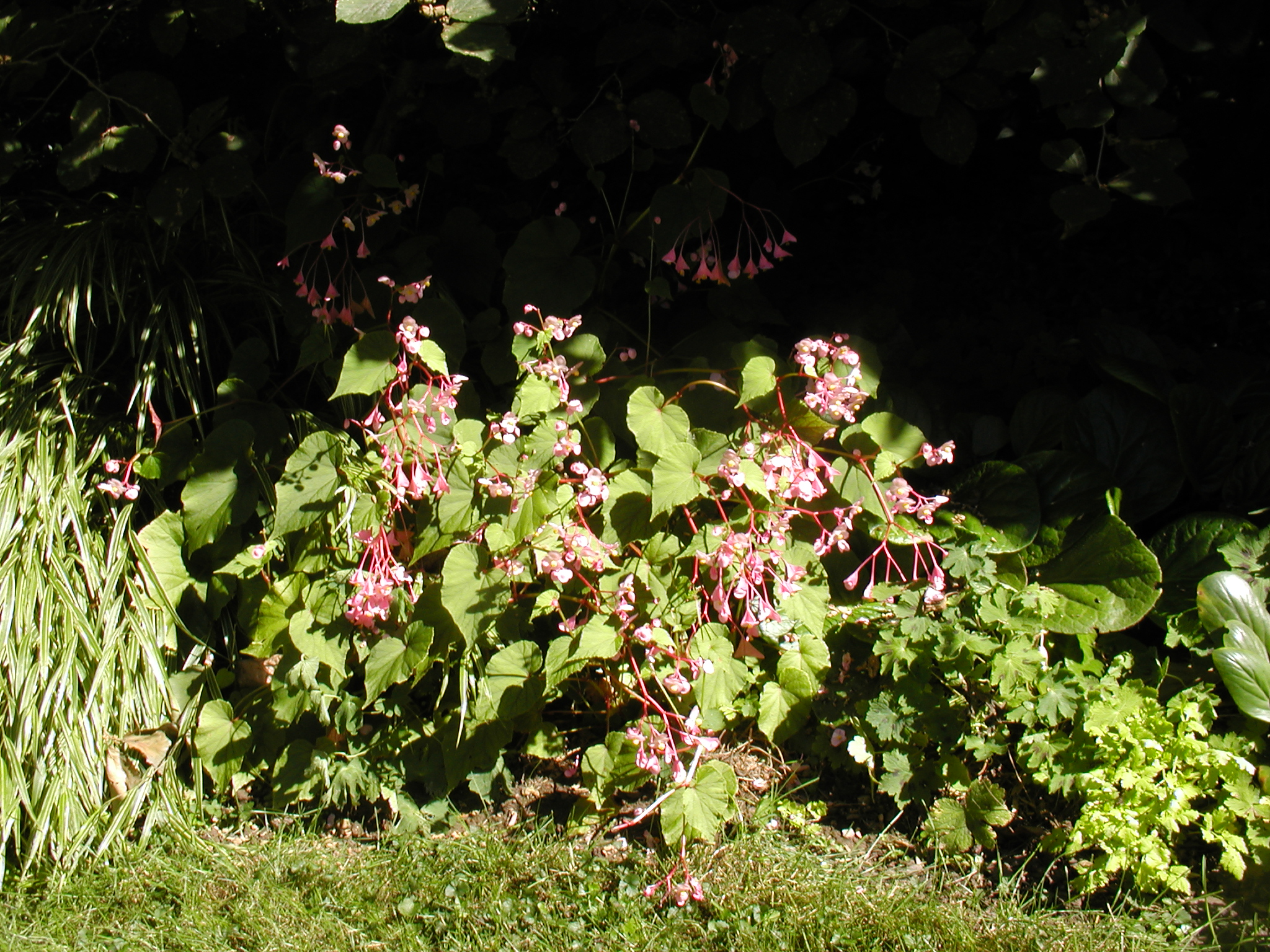
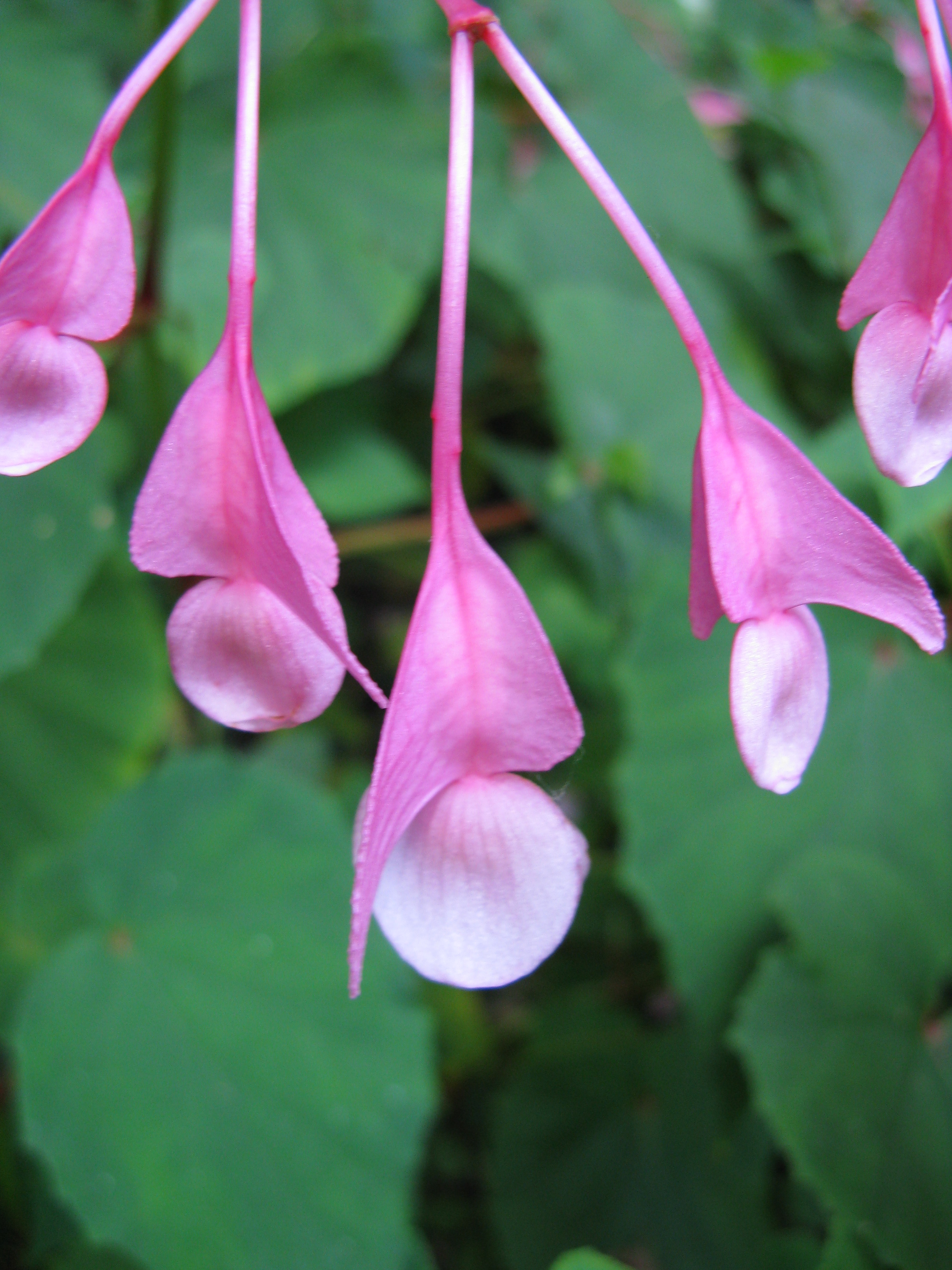
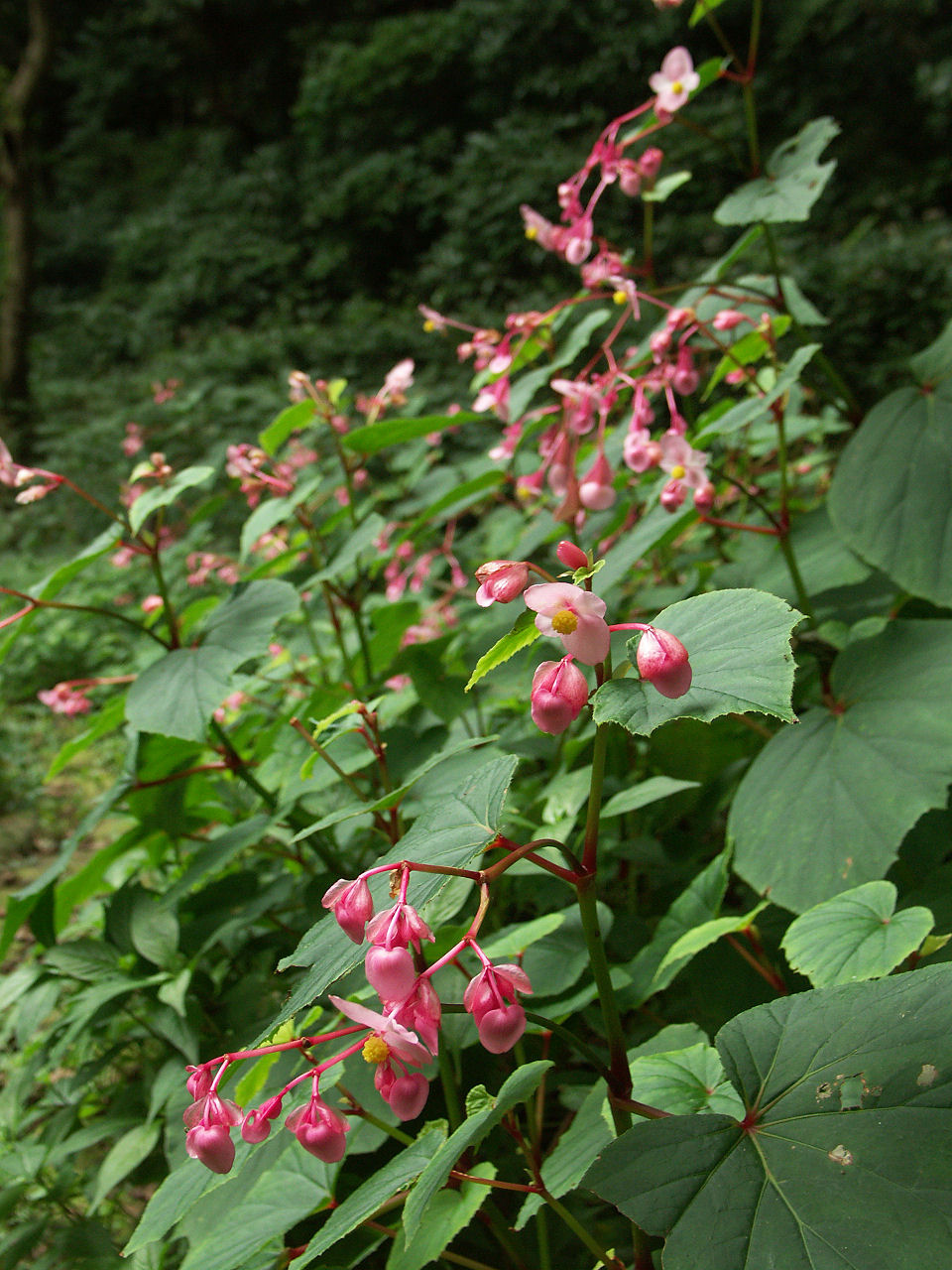
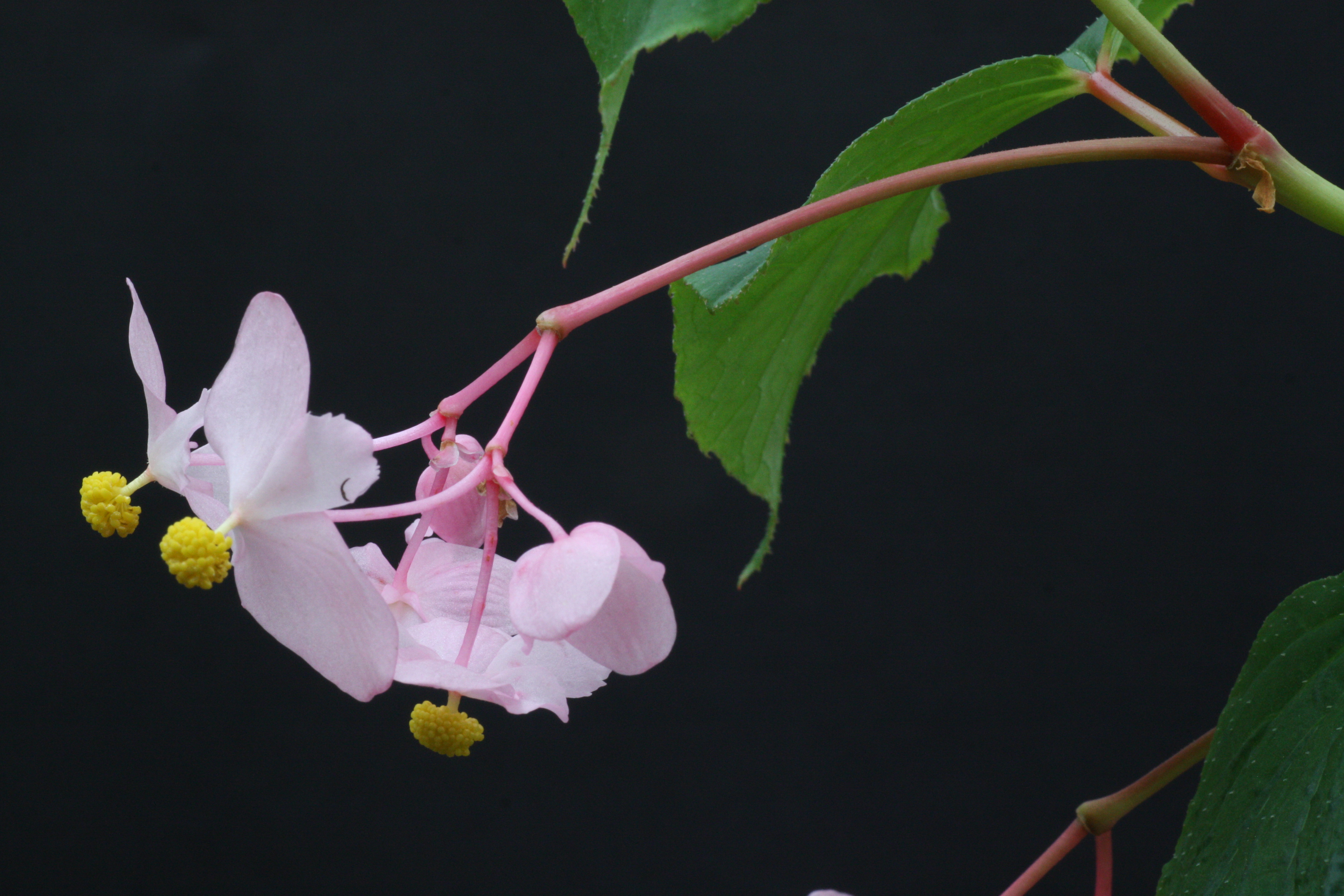